# Wohnstadt Carl Legien

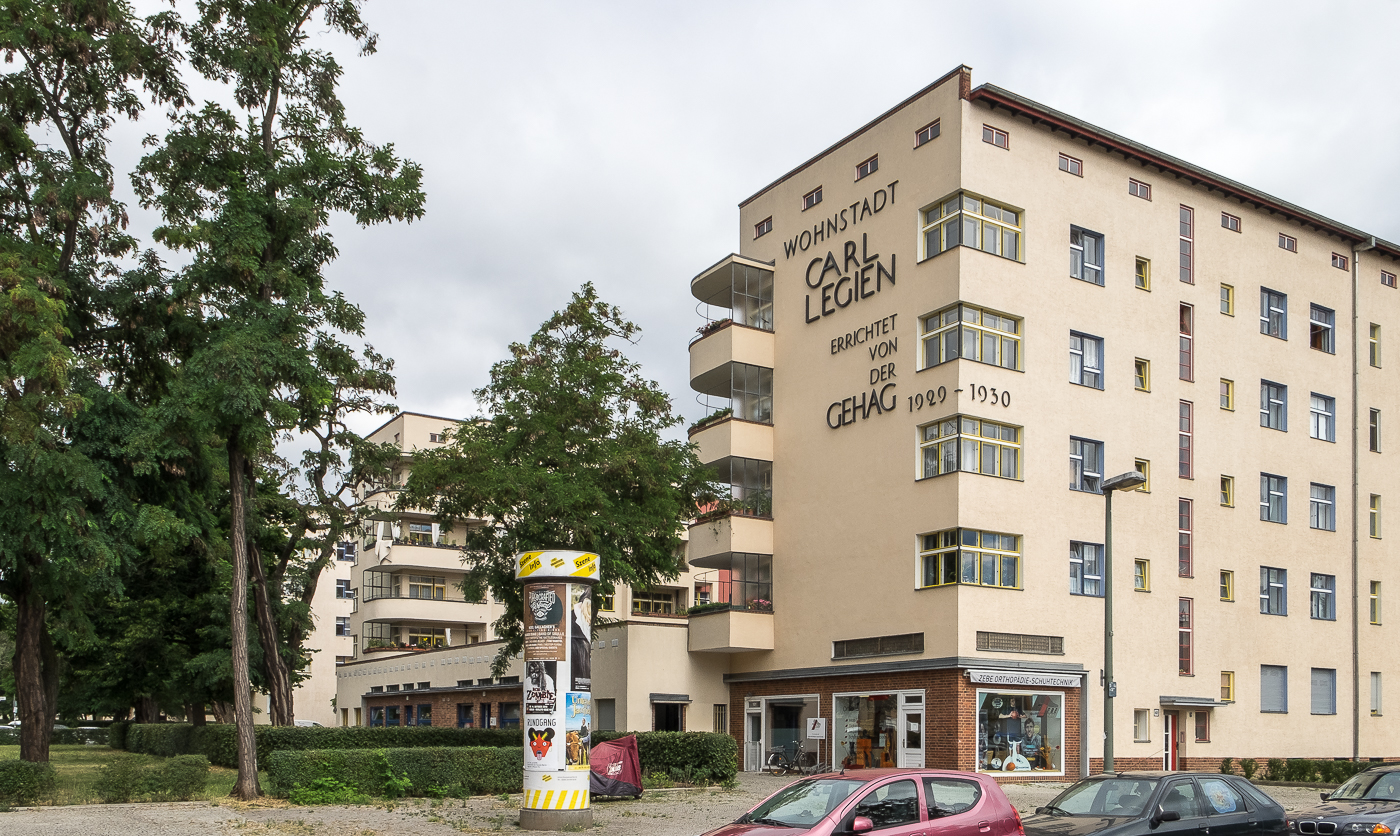
Die Carl-Legien-Siedlung an der Ecke Gubitz- und Erich-Weinert-Straße

Die Wohnstadt Carl Legien ist eine Großsiedlung im Berliner Ortsteil Prenzlauer Berg des Bezirks Pankow, die in den Jahren 1928 bis 1930 nach Plänen von Bruno Taut und Franz Hillinger im Auftrag der GEHAG (Gemeinnützige Heimstätten-Spar- und Bau-AG) errichtet wurde. Benannt wurde sie nach dem deutschen Gewerkschaftsführer Carl Legien. Sie gehört zu den sechs Berliner Siedlungen der 1920er Jahre auf der UNESCO-Welterbe-Liste.

## Geschichte

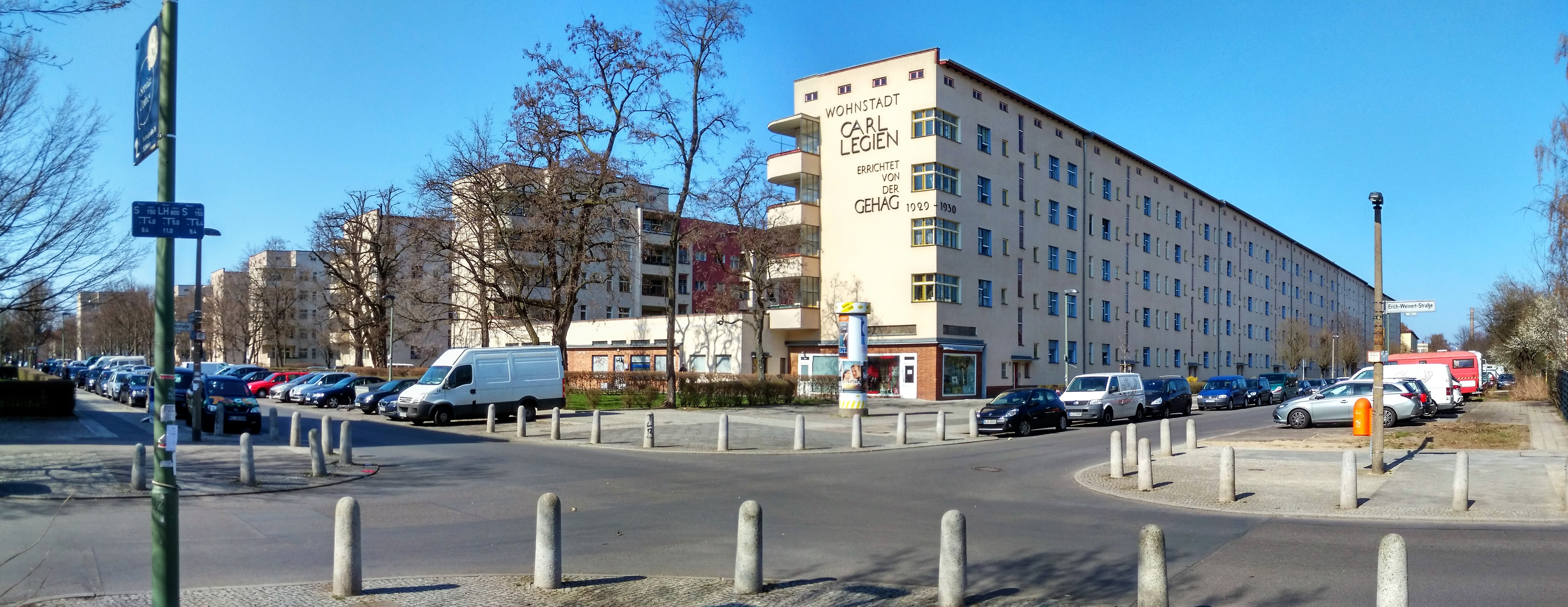
Wohnstadt Carl Legien (Panorama Richtung Norden an der Kreuzung Gubitz-/Erich-Weinert-Straße)

Die Wohnstadt wurde im Zuge der Bebauung des nördlichen Prenzlauer Bergs in den 1920er und 1930er Jahren errichtet. Sie liegt an der Erich-Weinert-Straße zwischen Gubitz- und Sültstraße. Nachdem die Bauwirtschaft durch den Ersten Weltkrieg zum Erliegen gekommen war, führte das Wohnungsbauprogramm der Weimarer Republik zu einem Aufschwung, sodass in ganz Berlin neue Siedlungen entstanden. In dieser Zeit war Berlin eine der größten Städte der Welt, aber es herrschten schlechte Wohnverhältnisse.
Die ersten Pläne für eine Siedlung auf diesem Gelände wurden seit 1925 vom damaligen Leiter des GEHAG-Entwurfsbüros Franz Hillinger entworfen. In Zusammenarbeit mit Bruno Taut entstand schließlich der Endplan, nach dem 1149 Anderthalb- bis Viereinhalb-Zimmerwohnungen auf 8,4 Hektar entstanden.
300 Wohnungen hatten 1 1⁄2 Zimmer, 643 Wohnungen 2 Zimmer, 80 Wohnungen 2 1⁄2 Zimmer mit 50–60 m², fünf Wohnungen hatten 3 Zimmer und 115 hatten 3 1⁄2 Zimmer. Nur vier Wohnungen hatten 4 1⁄2 Zimmer.
Im Jahr 1930 erhielten die meisten Straßen Namen von sozialdemokratischen Gewerkschaftern. Im Juni 1933 wurden sie nach Orten umbenannt, die an Schlachten des Ersten Weltkriegs an der Westfront erinnern, besonders solche der Flandernschlacht von 1914, der Name der Siedlung war lange „Flamensiedlung“. Nur die bereits 1904 nach dem Pseudonym der rumänischen Königin Carmen Sylva benannte Hauptachse behielt ihren Namen. Seither hieß die Gegend Flandernviertel. 1952 benannte der Ost-Berliner Magistrat diese Straßen nach hingerichteten oder ermordeten kommunistischen Widerstandskämpfern und 1954 die damalige Carmen-Sylva-Straße nach Erich Weinert.
Seit Mitte der 1990er Jahre bis 2004 wurde die Wohnstadt auf der Basis denkmalpflegerischer Untersuchungen saniert. Die Wohnsiedlung steht seit 1977 unter Denkmalschutz. 2007 ging sie in das Eigentum der Deutsche Wohnen über, dem GEHAG-Nachfolger. Im Juli 2008 wurde die Wohnstadt als eine von sechs Siedlungen der Berliner Moderne in die UNESCO-Liste des Weltkulturerbes aufgenommen. 

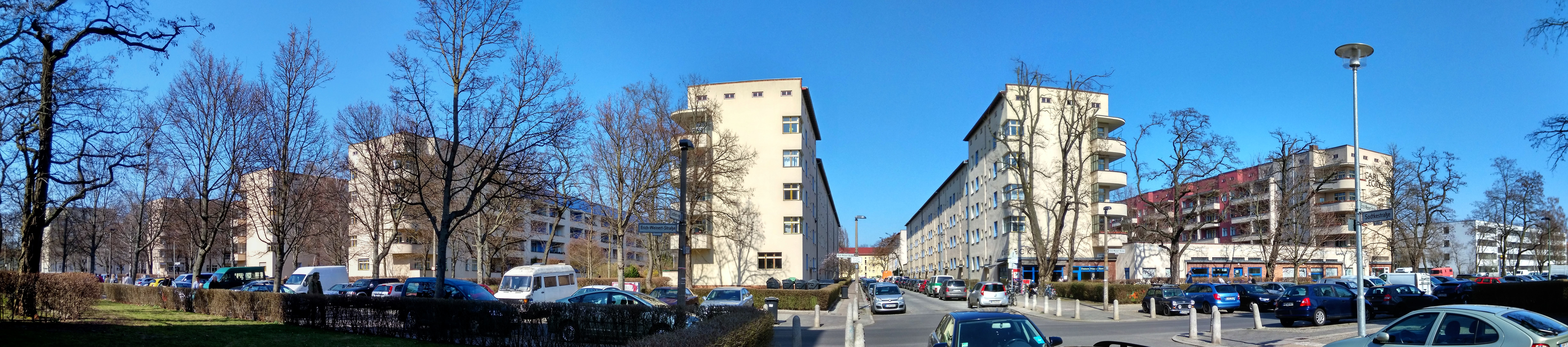
Wohnstadt Carl Legien (Panorama Sodtkestraße)
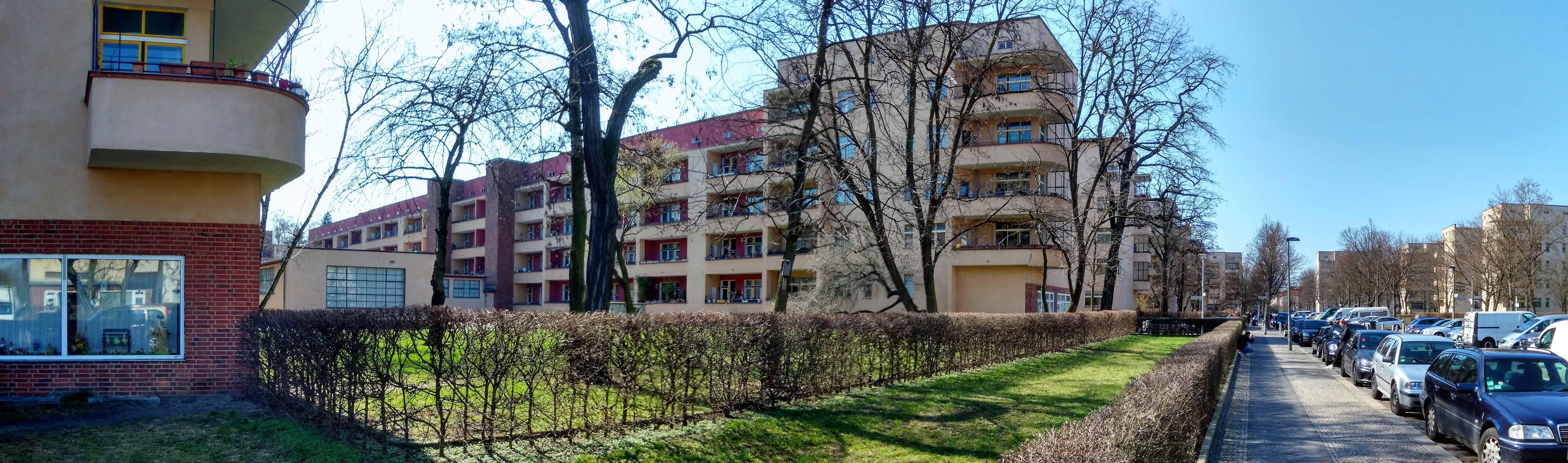
Roter Hof
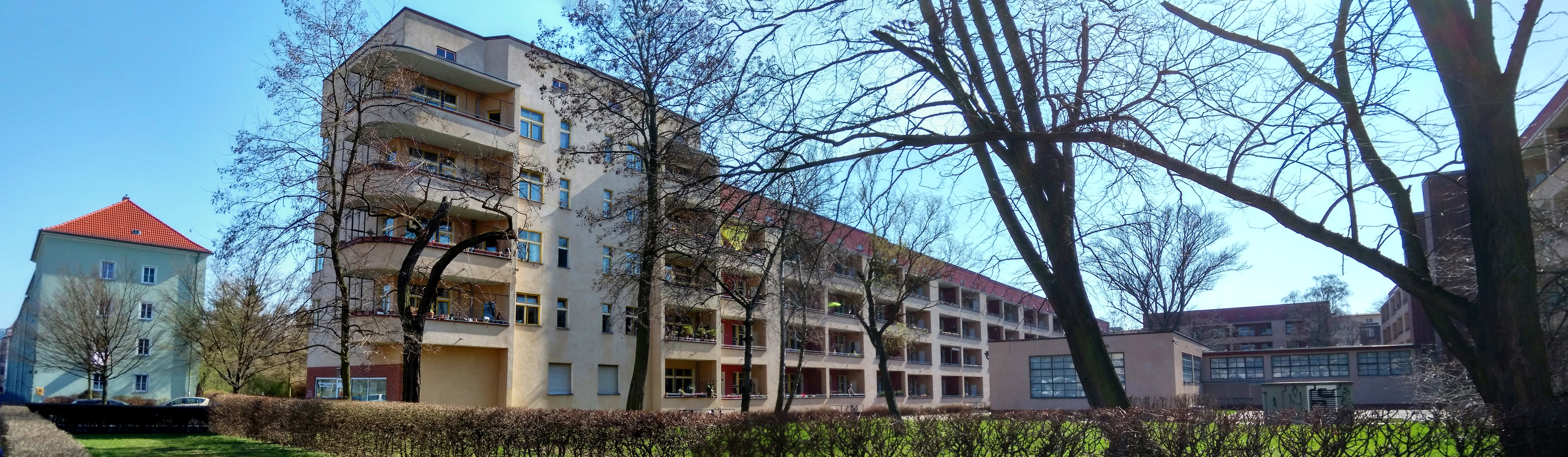
Roter Hof

## Grundriss und Architektur

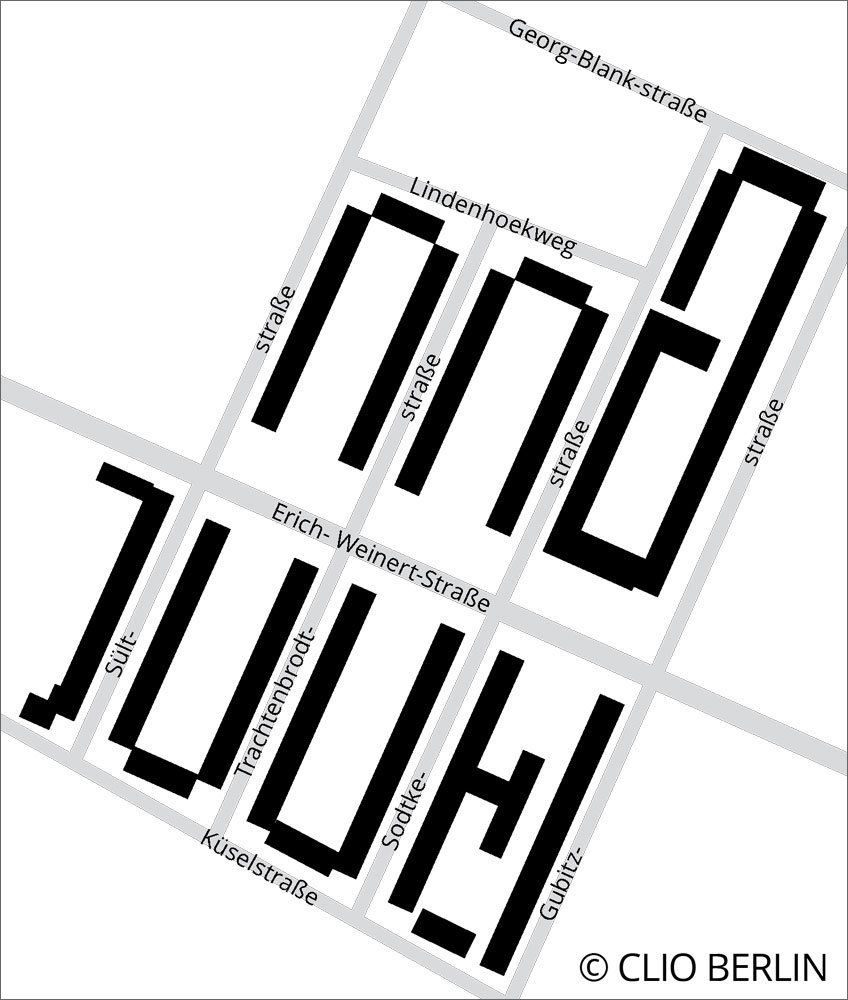
Lageplan der Wohnstadt Carl-Legien

Taut und Hillinger entwarfen eine Siedlung, die aus sechs langgestreckten, U-förmigen Wohnblöcken besteht, die sich jeweils um begrünte Innenhöfe gruppieren. So konnte erreicht werden, dass trotz der nötigen hohen Wohndichte die Siedlung sehr viel grüner wirkt als die verdichteten Häuserblocks der Gründerzeit. Sie orientierten sich dabei vornehmlich an amerikanischen, skandinavischen und auch niederländischen Vorbildern: Die Anlage von geschlossenen, vor die eigentlichen Bauten gestellten Loggien erinnert etwa an die 1920/1921 in Rotterdam entstandene Siedlung Tusschendijken des Niederländers J. J. P. Oud, mit dem Bruno Taut in engem persönlichem Kontakt stand.
Die Architektur entspricht anderen Projekten des Berliner Neuen Bauens: Systematische Grundrisse, die jeder Wohnung eine Küche, viele über Eck geführte Fenster, ein Bad und einen halbrunden Balkon oder eine Loggia zuordnen, die Formen der Häuser sind klar, vergleichsweise schlicht, das prägende Element sind die kraftvollen Farben, in denen die Fassaden und auch die Innenräume gestrichen wurden. Jeder der Gartenhöfe erhielt dabei eine Leitfarbe, der die Details zugeordnet wurden.
Im Laufe der Zeit wurden in den Vorgärten der Wohnblocks Bäume gepflanzt, die größtenteils rund um das Jahr 2021 entfernt werden mussten, da die Bäume nicht mehr standfest waren. Eine von den Anwohnern bereits durchgeführte Pflanzung neuer Bäume muss rückgängig gemacht werden, da das Denkmalschutzamt den Blick auf die nackten Betonfassaden freihalten möchte. Dieses Vorgehen hat für starke Kritik von Anwohnern und Politik gesorgt.